# Lönneberga
Lönneberga – miejscowość typu småort w południowo-wschodniej Szwecji, w krainie historycznej Smalandia, nad rzeką Silverån, administracyjnie zlokalizowana w regionie Kalmar i gminie Hultsfred. W 2020 r. mieszkało w niej 136 osób.
Miejsce akcji 12 książek dla dzieci autorstwa Astrid Lindgren o Emilu ze Smalandii, a także kilku - nakręconych na ich podstawie - filmów o nim (pisarka wychowywała się bowiem w pobliskim Vimmerby).
Znajduje się tu mały „zabytkowy warsztat stolarski” z drewnianą rzeźbą Emila – otwartą 27 maja 1998 a wykonaną przez Torbjörna Berga (syna Björna Berga), młyn wodny oraz kościół z latarnią (wybudowany w latach 1870–1872).
Przez wieś przebiega linia kolejowa relacji Nässjö–Oskarshamn, a do 14 grudnia 2014 w Lönneberdze funkcjonowała stacja kolejowa (tego dnia po raz kolejny zawieszono ruch pasażerski na 62-kilometrowym odcinku Eksjö–Hultsfred). Główną drogę kołową w miejscowości stanowi droga powiatowa nr 129 (szw. Länsväg 129), prowadząca z Hultsfred do Mariannelund.
W Lönneberdze urodził się Oscar Hedstrom (1871–1960) – współzałożyciel firmy Indian (amerykańskiej marki motocykli), a w pobliskim Bäckefall – rysownik Albert Engström (1869–1940).